# Campamento de Far'a
El campamento de Far'a o al-Fari'ah (en árabe: مخيّم الفارعة‎: مخيّم الفارعة), es un campamento de refugiados palestino en la gobernación de Tubas (Palestina). Se encuentra las estribaciones del Valle del Jordán, al noroeste de Cisjordania, ubicado a 12 kilómetros al sur de Yenín y a 2 kilómetros al sur de Tubas, tres kilómetros al noroeste de Tammun y 17 kilómetros al nordeste de Nablus.
Según la Oficina Central de Estadísticas de Palestina (PCBS), el campamento tenía una población aproximada de 6350 habitantes a mediados de 2023, aunque UNRWA fija su población en unos 7.632 refugiados palestinos registrados.

## Historia
El 29 de noviembre de 1947, la Asamblea General de las Naciones Unidas aprobó la resolución 181, más conocida como el Plan de Partición de Palestina, que impulsaba la creación de un estado judío y uno árabe en el territorio del Mandato Británico de Palestina. Como consecuencia del avance de las tropas judías antes y durante la guerra árabe-israelí de 1948, unos 700.000 palestinos fueron expulsados o huyeron de sus hogares. A la conclusión de la guerra, Israel les negó el derecho de retorno, por lo que Naciones Unidas decidió crear la Agencia de Naciones Unidas para los Refugiados de Palestina en Oriente Próximo (UNRWA) y una serie de campamentos de refugiados en la Franja de Gaza, Cisjordania, Líbano, Siria y Jordania. 
El campamento de Far'a se estableció en 1949, tras la guerra árabe-israelí de 1948, sobre 255 dunams (25,5 hectáreas) de terreno. En él se ubicaron refugiados procedentes de unos treinta poblados al noreste de Haifa.
El campamento estuvo bajo ocupación jordana hasta la guerra de los Seis Días de 1967, momento en el que comenzó la ocupación israelí de Palestina. En 1998, el campamento de Far'a pasó a estar, al menos sobre el papel, bajo el control pleno de la Autoridad Nacional Palestina a raíz del Memorándum del Río Wye.
La ocupación israelí ha ocasionado numerosas muertes entre los refugiados palestinos del campamento durante sus más de cincuenta años de existencia. El 23 de noviembre de 2001, tres refugiados murieron víctimas de un asesinato selectivo israelí mientras viajaban en taxi.El 29 de junio, un niño de 14 años llamado Muhammad Ahmad Mubaraq Ishteiwi murió cuando un soldado israelí le disparó con una bala de goma en el pecho; al caer al suelo, una granada lacrimógena le explotó en la cara y lo mató. El 27 de octubre de 2006, dos jóvenes del campamento de 16 y 27 años murieron abatidos por soldados israelíes en enfrentamientos durante una incursión del ejército; ambos llevaban cócteles molotov en las manos. El 13 de julio de 2011, durante una incursión en el campamento, un soldado israelí disparó y mató a Ibrahim 'Omar Muhammad Sarhan, de 21 años, por no obedecer su orden de detenerse. En una nueva incursión el 10 de enero de 2017, en el curso de una nueva incursión, soldados israelíes mataron de cinco disparos a Muhammad Subhi Mahmoud a-Salhi, de 33 años, cuando se encontraba en su propio patio. Los soldados alegaron que había corrido hacia ellos con un cuchillo en la mano.El 7 de septiembre de 2022, Yunes Ghassan Hassan Tayeh, de 20 años, murió de un disparo en la espalda cuando se dirigía contra unos soldados con un artefacto explosivo en las manos. El 14 de febrero de 2023, un chico de 17 años llamado Mahmoud Majed Muhammad 'Ayed murió de un disparo en el ojo durante otra incursión del ejército israelí en el campamento.El 8 de diciembre de 2023, durante una incursión en el campamento, el ejército israelí mató a seis jóvenes refugiados e hirió a varios más. Además, los soldados israelíes impidieron el paso de las ambulancias que acudieron en ayuda de las víctimas.

## Infraestructuras
Recibe agua del cercano manantial de Far'a, al cual debe su nombre, gracias a una estación de bombeo gestionada por UNRWA. Al encontrarse bastante aislado geográficamente, muchos servicios solo se encuentran disponibles en Jenín o Nablus. Sin embargo, este aislamiento hace también que los terrenos circundantes sean relativamente baratos en comparación a otros campamentos más cercanos a grandes ciudades. Esto da la oportunidad a sus refugiados de mudarse a pequeñas casas en el campo, lo que alivia el problema de la sobrepoblación que tanto afecta a la mayoría de los campamentos de refugiados palestinos.
La mayoría de los habitantes del campamento trabajan en la agricultura, aunque algunos trabajan en el sector de la construcción, sobre todo en los asentamientos israelíes del Valle del Jordán. El desempleo y la pobreza son los dos principales problemas del campamento de Far'a según sus propios residentes. UNRWA gestiona tres escuelasː dos para niñas, con unas 750 alumnas cada una, y una para niños, con unos 800 alumnos. Dada la escasez en el campamento, muchos niños faltan a clase en época de cosecha para ayudar a sus familias en la recolección.
UNRWA también gestiona un centro de salud en Far'a que proporciona servicios reproductivos y psicológicos, pediatría, vacunaciones, chequeos médicos y tratamiento de enfermedades. Un destista acude al centro dos días a la semana, pero este carece de rayos X y de servicio de fisioterapia. El centro de salud se construyó en 1993 y quedó rápidamente obsoleto y superpoblado.

## Cultura
Algunas escenas de la película Omar, de Hany Abu-Assad, fueron rodadas en el campamento de Far'a.